# 西経13度線
西経13度線（せいけい13どせん）は、本初子午線面から西へ13度の角度を成す経線である。北極点から北極海、グリーンランド、大西洋、アフリカ、南極海、南極大陸を通過して南極点までを結ぶ。西経13度線は、東経167度線と共に大円を形成する。

## 通過する地域一覧
西経13度線は、北極点から南極点まで南に向かって以下の場所を通っている。
| 地理座標                                             | 国土・領土・領海 | 備考 |
| ---------------------------------------------------- | ---------------- | --- |
| 北緯90度0分 西経13度0分 / 北緯90.000度 西経13.000度  | 北極海           | |
| 北緯81度42分 西経13度0分 / 北緯81.700度 西経13.000度 | グリーンランド   | |
| 北緯81度6分 西経13度0分 / 北緯81.100度 西経13.000度  | 大西洋           | |
| 北緯27度50分 西経13度0分 / 北緯27.833度 西経13.000度 | モロッコ         | |
| 北緯27度40分 西経13度0分 / 北緯27.667度 西経13.000度 | 西サハラ         | モロッコが領有権を主張 |
| 北緯23度9分 西経13度0分 / 北緯23.150度 西経13.000度  | モーリタニア     | |
| 北緯15度29分 西経13度0分 / 北緯15.483度 西経13.000度 | セネガル         | |
| 北緯12度28分 西経13度0分 / 北緯12.467度 西経13.000度 | ギニア           | |
| 北緯9度6分 西経13度0分 / 北緯9.100度 西経13.000度    | シエラレオネ     | |
| 北緯8度14分 西経13度0分 / 北緯8.233度 西経13.000度   | 大西洋           | |
| 北緯7度36分 西経13度0分 / 北緯7.600度 西経13.000度   | シエラレオネ     | タートル諸島（英語版） |
| 北緯7度35分 西経13度0分 / 北緯7.583度 西経13.000度   | 大西洋           | イナクセシブル島（ セントヘレナ・トリスタンダクーニャ、南緯37度18分 西経12度43分 / 南緯37.300度 西経12.717度）のすぐ西を通過 |
| 南緯60度0分 西経13度0分 / 南緯60.000度 西経13.000度  | 南極海           | |
| 南緯71度46分 西経13度0分 / 南緯71.767度 西経13.000度 | 南極大陸         | ドローニング・モード・ランド（ ノルウェーが領有権を主張）                                                                    |